# ایدرییا
ایدرییا (به لاتین: Idrija) یک شهرک در اسلوونی با جمعیت ۵٬۸۷۸ نفر است که در Municipality of Idrija واقع شده‌است.